# Seleh Marz
Seleh Marz är ett samhälle i Iran.   Det ligger i provinsen Gilan, i den nordvästra delen av landet, 240 km nordväst om huvudstaden Teheran. Seleh Marz ligger 393 meter över havet och antalet invånare är 770.
Terrängen runt Seleh Marz är kuperad åt nordost, men åt sydväst är den bergig. Runt Seleh Marz är det ganska glesbefolkat, med 45 invånare per kvadratkilometer. Närmaste större samhälle är Shaft, 16,9 km norr om Seleh Marz. I omgivningarna runt Seleh Marz växer i huvudsak blandskog.